# アレクサンドル・フセヴォロドヴィチ (ベルズ公)
アレクサンドル・フセヴォロドヴィチ（ロシア語: Александр Всеволодович、? - 1234年以降）は、ベルズ公フセヴォロドの子である。ベルズ公（在位：1195年 - 1207年、1214年 - 1232年、1233年 - 1234年）。ヴォルィーニ公（在位：1208年 - 1209年、1210年 - 1214年）。

## 生涯
1200年代初頭、ガーリチ・ヴォルィーニ地方（ガーリチ公国・ヴォルィーニ公国領）は、ポーランドのクラクフ公レシェクとその弟コンラトの支援を得た、ノヴゴロド・セヴェルスキー公国出身（オレグ家出身）のスヴャトスラフ(ru)ら三兄弟が公位についき、統治していた。しかし1208年、三兄弟の間に不和が生じると、ヴォルィーニの人々から、三兄弟以前のガーリチ・ヴォルィーニの統治者であったロマンの一族を再度公に求める声が上がった。ポーランド軍もまたヴォルィーニに侵攻し、スヴャトスラフは捕縛された。ベルズ公であったアレクサンドルは、この騒動ののちヴォルィーニ公位に就いた。なお、この介入ののち、レシェクはルーシの公女グレミスラヴァ(ru)を娶っているが、これをアレクサンドルの娘とする説がある。
また、レシェクは一時期、ヴォルィーニ公位に、ヴォルィーニ地方の諸公の中の長老格であったルーツク公イングヴァリを据えているが、ヴォルィーニのボヤーレ（貴族層）がイングヴァリを好まなかったため、レシェクの同意のもと、1210年には再びアレクサンドルがヴォルィーニ公位に就いた。一方、レシェクの指示により、ベルズ公位はヴァシリコへ譲渡された。
1211年、ポーランド・ハンガリーの連合軍が、ガーリチ公ウラジーミル（上記の三兄弟の一人）を攻めると、アレクサンドルもこれに参加した。三兄弟のスヴャトスラフはこの戦いで捕縛され、絞首刑に処されている。ただし、この戦いの後、レシェクはガーリチ・ヴォルィーニ地方の公の再編を行い、アレクサンドルは、まだ幼いダニール、ヴァシリコ兄弟（上記のヴァシリコ）への領土分割を命じられた。これによって、ヴァシリコはチホムリ、ペレムィシュリを得、ダニールにはガーリチが与えられた（ただし、すぐにガーリチのボヤーレによってガーリチから追われる）。アレクサンドルは、ヴァシリコの異動に伴い再びベルズ公位を得、これを兼ねた。
1213年、アレクサンドルは弟のフセヴォロド(ru)と共に、ガーリチ公位を簒奪したボヤーレのウラジスラフ(ru)に対するレシェクの遠征軍に参加した。遠征軍はウラジスラフへ助成する、ハンガリー、チェコ軍とボブロク川岸で対峙した。この戦いはウラジスラフに対し勝利を収めたが、ガーリチを陥すことはできなかった。
1214年、レシェクとハンガリー王アンドラーシュ2世が和平条約を結んだ。この条約により、アンドラーシュの子カールマーンがガーリチ公位に就いた。また、レシェクはヴォルィーニをダニール（上記のダニール）に与えるため、アレクサンドルにヴォルィーニを明け渡すよう請求した。アレクサンドルはこの要求を拒否したが、レシェクによってヴォルィーニから追われた。1215年にはダニール・ヴァシリコ兄弟との関係が悪化し、軍事衝突が起こった。アレクサンドルはベルズ公国の防衛に成功したものの、領内は荒廃に見舞われた。アレクサンドルはダニールの義父ムスチスラフとの同盟を模索し始めた。数年の間、アレクサンドル・ムスチスラフと、ダニール兄弟との間に対立関係が敷かれ、ベルズは再び荒廃の目にあった。ムスチスラフは最終的にはダニール兄弟との間に和議を締結した。アレクサンドルは、チェルニゴフ公ミハイル、オーヴルチ公ウラジーミル、ポロヴェツ族のコチャンらと手を結び、ポーランドの後ろ盾に支えられたダニール兄弟との闘争を続けるが、1228年にムスチスラフが死ぬと、ガーリチ公位はダニールの手中に収まった。
1230年、ボヤーレによるダニール・ヴァシリコ兄弟の謀殺計画が明るみに出るところとなり、アレクサンドルもこれに連座して罪に問われた。アレクサンドはベルズを捨てペレムィシュリへ、次いでハンガリーへと逃亡するが、ハンガリー王アンドラーシュ2世の支援を取り付けると、軍を率いて再来した。ヴォルィーニを降伏させ、ベルズをはじめ複数の都市を陥落させたアレクサンドルは、ハンガリー軍と共に、シュムスクに籠るダニールと戦った。しかし1232年にハンガリーとの間に軋轢が生じ、ダニール兄弟との間に和平を締結した。
1233年、ハンガリーの支配下にあるガーリチを包囲し、ガーリチのボヤーレ・スジスラフ(ru)から内応の書信を得るが、この翌年、ダニールに捕縛された。その後の消息は明らかではなく、ガーリチで獄死したと推測されている。

## 妻子
妻はオーヴルチ公ウラジーミルの娘。子には以下の人物がいる。
- ロマン
- アナスタシヤ - マゾフシェ公ボレスワフ1世と結婚、後にハンガリー王国のマグナートと再婚。
- ?グレミスラヴァ - クラクフ公レシェク1世と結婚（年代記にはルーツク公イングヴァリの子という記述もある）。